# Scathophaga flavihirta
Scathophaga flavihirta är en tvåvingeart som beskrevs av Sun 1998. Scathophaga flavihirta ingår i släktet Scathophaga och familjen kolvflugor.
Artens utbredningsområde är Sichuan (Kina). Inga underarter finns listade i Catalogue of Life.